# Forêts mixtes hyrcaniennes de la Caspienne
Ne pas confondre avec la Forêt hercynienne.
Les forêts mixtes hyrcaniennes de la Caspienne forment une écorégion terrestre définie par le Fonds mondial pour la nature (WWF), qui recouvre les monts Talysh du Sud de l'Azerbaïdjan, le littoral iranien de la mer Caspienne et les versants montagneux qui le surplombe (province antique de l'Hyrcanie). Elles appartiennent au biome des forêts de feuillus et forêts mixtes tempérées de l'écozone paléarctique. La région constitue une étape importante pour les oiseaux migrateurs entre la Russie et l'Afrique.
Les forêts hyrcaniennes couvrent deux millions d'hectares et s’étendent sur 900 km le long de la côte méridionale de la mer Caspienne. Elles s'étagent du niveau de la mer jusqu'à des altitudes de 2500 à 2800 m. Une grande partie de cet ensemble forestier a été dégradée par la pression humaine. Les zones les plus significatives ont fait l'objet de mesures de protection par l'Azerbaidjan et par l'Iran. Ces protections ont été renforcées par l'inscription des secteurs les mieux préservés au patrimoine mondial de l'Unesco en 2019, (Décision 43 COM 8B.4). En 2023, l'UNESCO intègre plusieurs extensions au classement précédent en Iran et en Azerbaïdjan (Décision 45 COM 8B.5).
Les forêts hyrcaniennes ont servi de refuge aux espèces qui couvraient la majeure partie des zones tempérées au début du Cénozoïque (il y a 25 à 50 millions d'années). Ces espèces avaient disparu d'un immense zone, au Pléistocène, lors des dernières glaciations ne subsistant que dans quelques régions méridionales dont les forêts hyrcaniennes. Lorsque les glaces se sont retirées, arbres et autres espèces végétales ont reconquis les zones tempérées européennes à partir des zones refuge. Les forêts hyrcaniennes sont ainsi souvent considérées comme étant à l'origine des forêts européennes.

## Flore
Plus de 3200 espèces de plantes vasculaires ont été répertoriées au sein de ce grand ensemble forestier, 307 d'entre elles sont endémiques à la forêt hyrcanienne.
De nombreuses espèces végétales sont considérées comme menacées, vulnérables voire en danger de disparition dans leur milieu naturel par l'UICN.
Parmi la centaine d'essences d'arbres présente dans cette forêt, les dix espèces les plus emblématiques sont l’Érable de Cappadoce (Acer cappadocicum), l'Érable d'Asie (Acer velutinum), l'Arbre à soie (Albizia julibrissin), l'Aulne du Caucase (Alnus subcordata), le Plaqueminier d'Italie (Diospyros lotus), le Févier de la Caspienne (Gleditsia caspica), l'Arbre de fer (Parrotia persica), le Noyer du Caucase (Pterocarya fraxinifolia), le Chêne à feuilles de Chataignier (Quercus castaneifolia) et l'Orme du Caucase (Zelkova carpinifolia).
On distingue sept grands types de végétation :
- les fonds de vallée à Aulnes glutineux (Alnus glutinosa), Erables d'Asie (Acer velutinum), Plaqueminiers d'Italie (Diospyros lotus), Saules d'Egypte (Salix aegyptiaca), Saules blanc (Salix alba), Noyers du Caucase (Pterocarya fraxinifolia ; UICN : vulnérable), et Peupliers de la Caspienne (Populus alba var. caspica ; UICN : en danger). Ces fonds de vallée sont en voie de dégradation rapide par l'activité humaine ;
- les forêts alluviales ; elles ont été presque intégralement remplacées par des terres cultivées au XXe siècle, il n'en reste que quelques lambeaux ; la végétation est très similaire à celle des fonds de vallée, s'y adjoignent l'Aulne du Caucase (Alnus subcordata), des spécimens géants de Chêne à feuilles de châtaignier (Quercus castaneifolia ; UICN : menacé) ainsi que des espèces plus thermophiles telles l'Arbre de fer (Parrotia persica ; UICN : menacé), le Févier de la Caspienne (Gleditsia caspica ; UICN : en danger), l'arbre à soie (Albizia julibrissin ; UICN : vulnérable), et l'Orme du Caucase (Zelkova carpinifolia : UICN : vulnérable) ;
- les forêts de montagne ; les plus fréquentes mais également les plus exploitées sont les forêts à Arbres de fer (Parrotia persica ; UICN : menacé), Charmes communs (Carpinus betulus) et Plaqueminiers d'Italie (Diospyros lotus) ; les versants montagneux de la zone orientale de la forêt hycanienne sont dominés par les Chênes à feuilles de châtaignier et les Charmes communs aux altitudes comprises entre 700 et 1400 m ; dans les zones centrales et occidentales la couverture forestière est surtout constituée de Hêtres d'Orient (Fagus orientalis) et de Charmes communs (Carpinus betulus) ;
- les forêts subalpines entrecoupées de végétations steppiques ; elles s'étendent à une altitude comprise entre 1800 et 2800 m, constituées essentiellement de Chênes du Caucase (Quercus macranthera) associés aux Charmes d'Orient (Carpinus orientalis), à plusieurs espèces d'érables, Érables des Balkans (Acer hyrcanum), Érables de Montpellier (A. monspessulanum), Erables champêtres (A. campestre), Erables planes (A. platanoides), et à l'Alisier des bois (Sorbus torminalis).
- les fourrés de transition, végétation clairsemée entre 2200 m et 3000 m à Genévriers communs (Juniperus communis) et Genévriers sabine (Juniperus sabina) associés aux Charmes d'Orient (Carpinus orientalis) et Épines du Christ (Paliurus spina-christi) ;
- les forêts clairsemées de Cyprès et de Thuya ; elles sont cantonnées dans les vallées encaissées à influence méditerranéenne ;
- les bois de Genévriers perses (Juniperus polycarpos) qui occupent les zones de transition entre la forêt Hyrcanienne et les steppes et zones désertiques des versants méridionaux.

La spécificité de la forêt hyrcanienne est due à sa composition provenant de trois origines :
1. la végétation cénozoique de l'hémisphère nord qui réussit à survivre dans cette région lors des périodes glaciaires du pleistocène (Parrotia persica, Zelkova carpinifolia, Pterocarya fraxinifolia, Fagus orientalis, ...) ;
2. la végétation thermophile adaptée à la sécheresse des régions sub-méditerranéennes et d'Asie occidentale (Cupressus sempervirens, Olea europaea, Quercus macranthera),
3. la végétation subtropicale représentée par quelques espèces (Albiza julibrissin, Diospyros lotus, Gleditsia caspica).

## Faune

### Mammifères
58 espèces de mammifères ont été recensées à l'intérieur de la forêt hyrcanienne. deux d'entre elles sont classées en danger par l'IUCN :
- la Panthère de Perse (Panthera pardus ssp. tulliana)[12]; sa population, estimée à un millier d'individus, est en déclin ; la Panthère est présente dans les monts d'Elbourz et de Zagros ainsi que dans le Parc National du Golestan ;
- la Chèvre sauvage (Capra aegagrus aegagrus)[13], présente dans les zones rocheuses.

Outre ces deux espèces, le Chevreuil (Capreolus capreolus), le Maral (Cervus elaphus maral), le Loup (Canis lupus), la Loutre (Lutra lutra), l'Ours brun (Ursus arctos arctos), le Chat de jungle (Felis chaus) et 18 espèces de chauves-souris sont protégés en Iran.
Parmi les mammifères les plus remarquables, sont présents, le Lynx d'Eurasie (Lynx lynx), l'Ours brun (Ursus arctos arctos), le Loup (Canis lupus), le Chacal doré (Canis aureus), le Chat de jungle (Felis chaus), le Blaireau européen (Meles meles), et la Loutre d'Eurasie (Lutra lutra).

Le Tigre de la Caspienne (Panthera tigris virgata) a disparu de cette région en 1958.

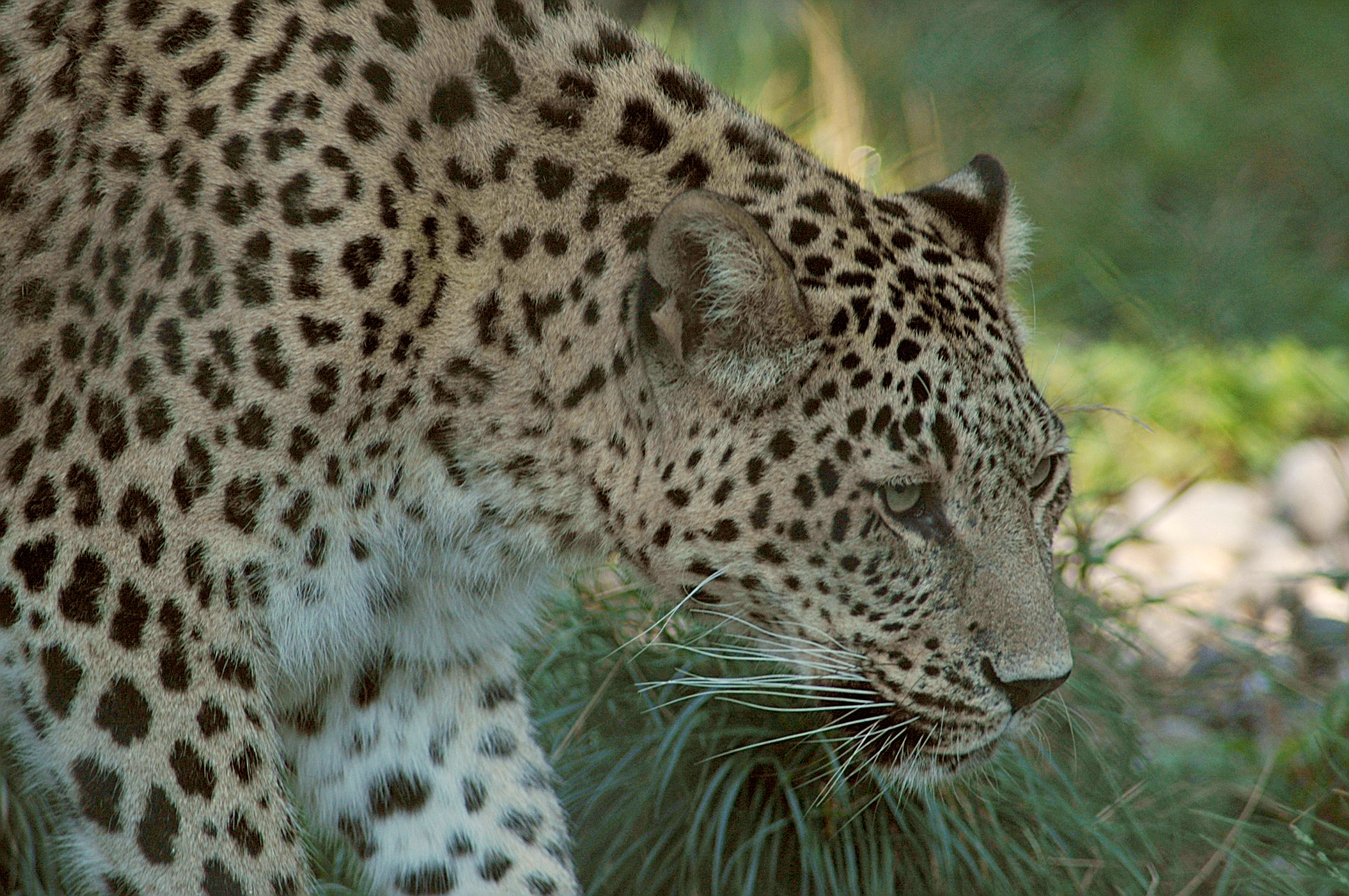
Panthère de Perse
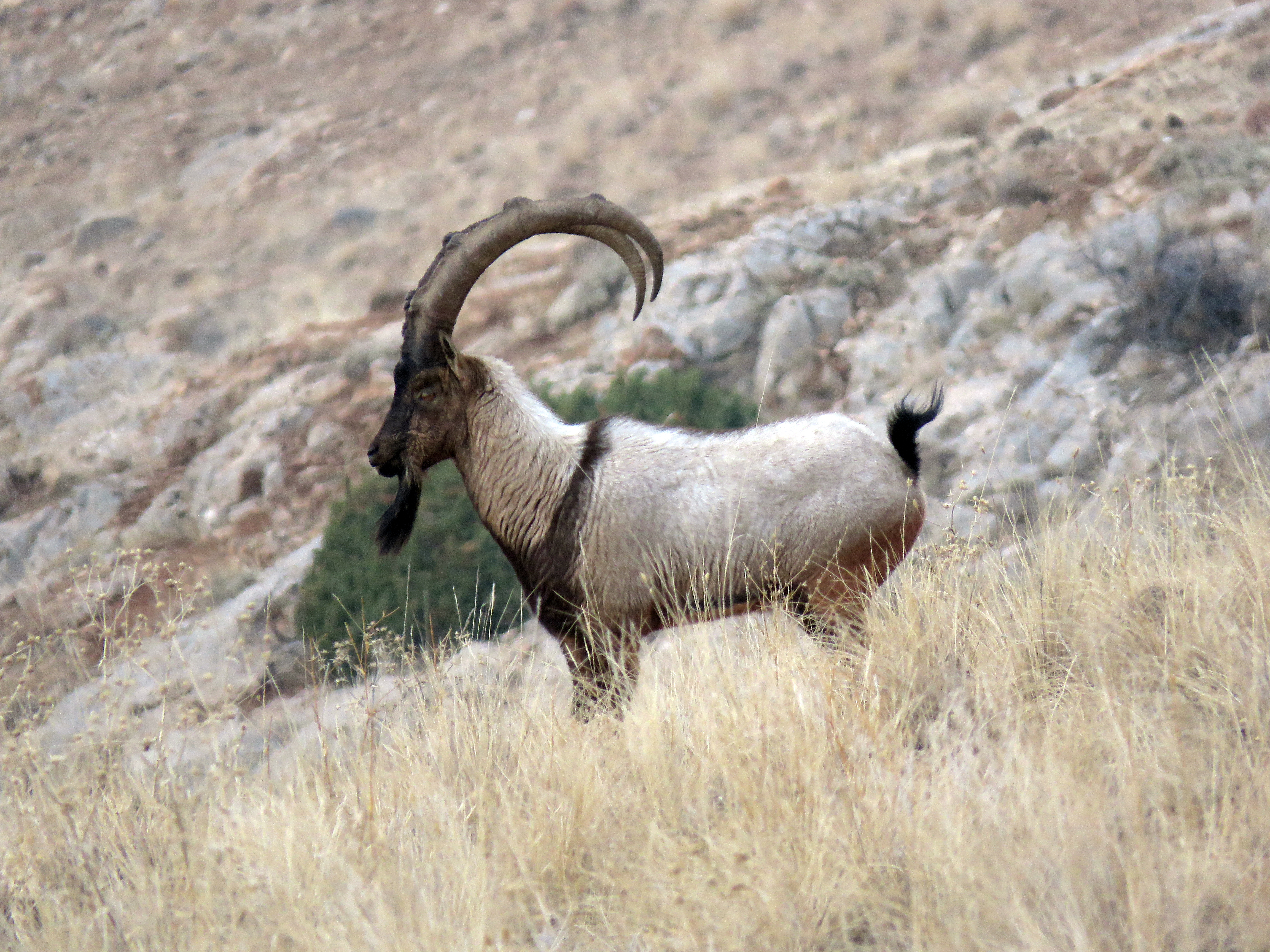
Chèvre sauvage
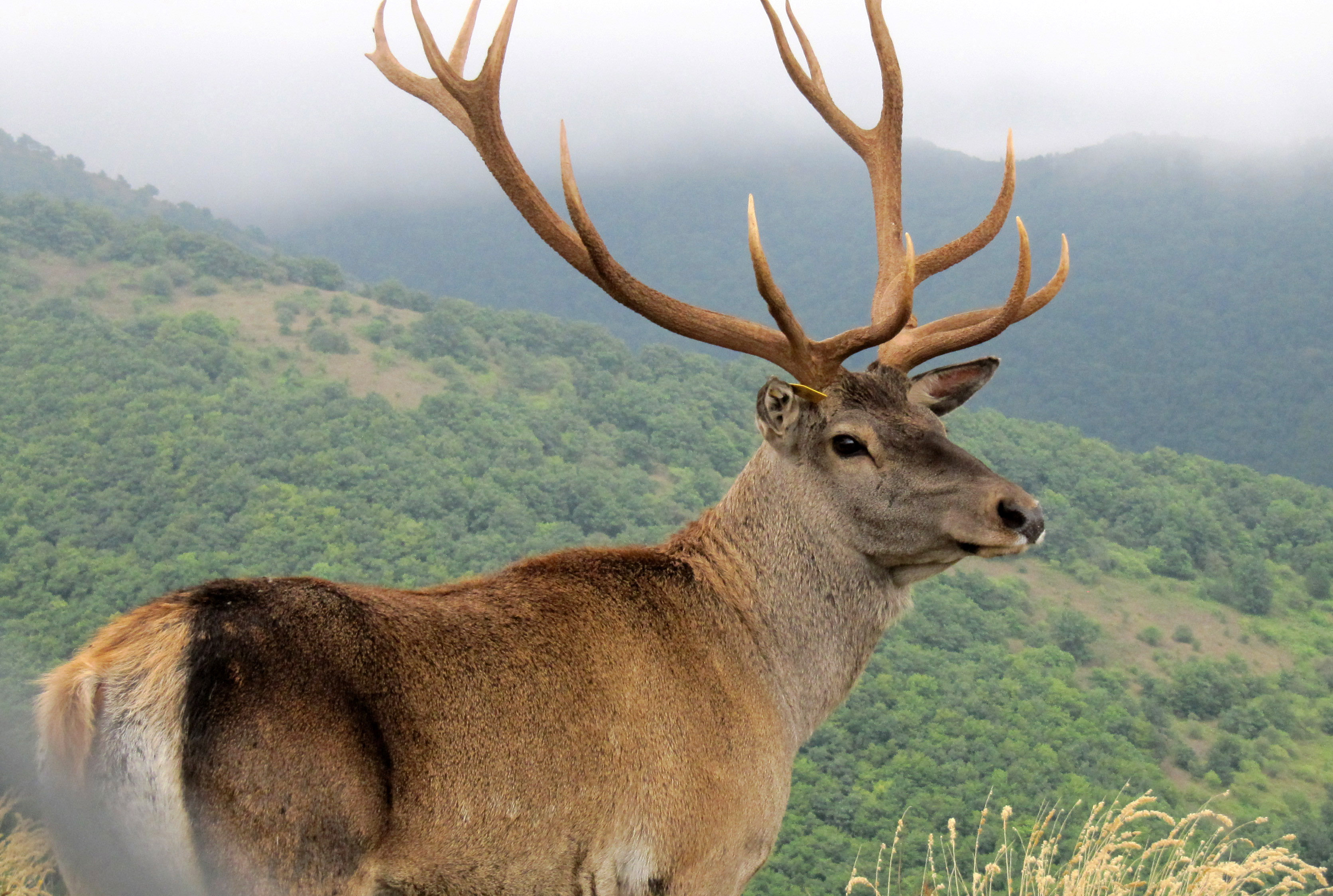
Maral
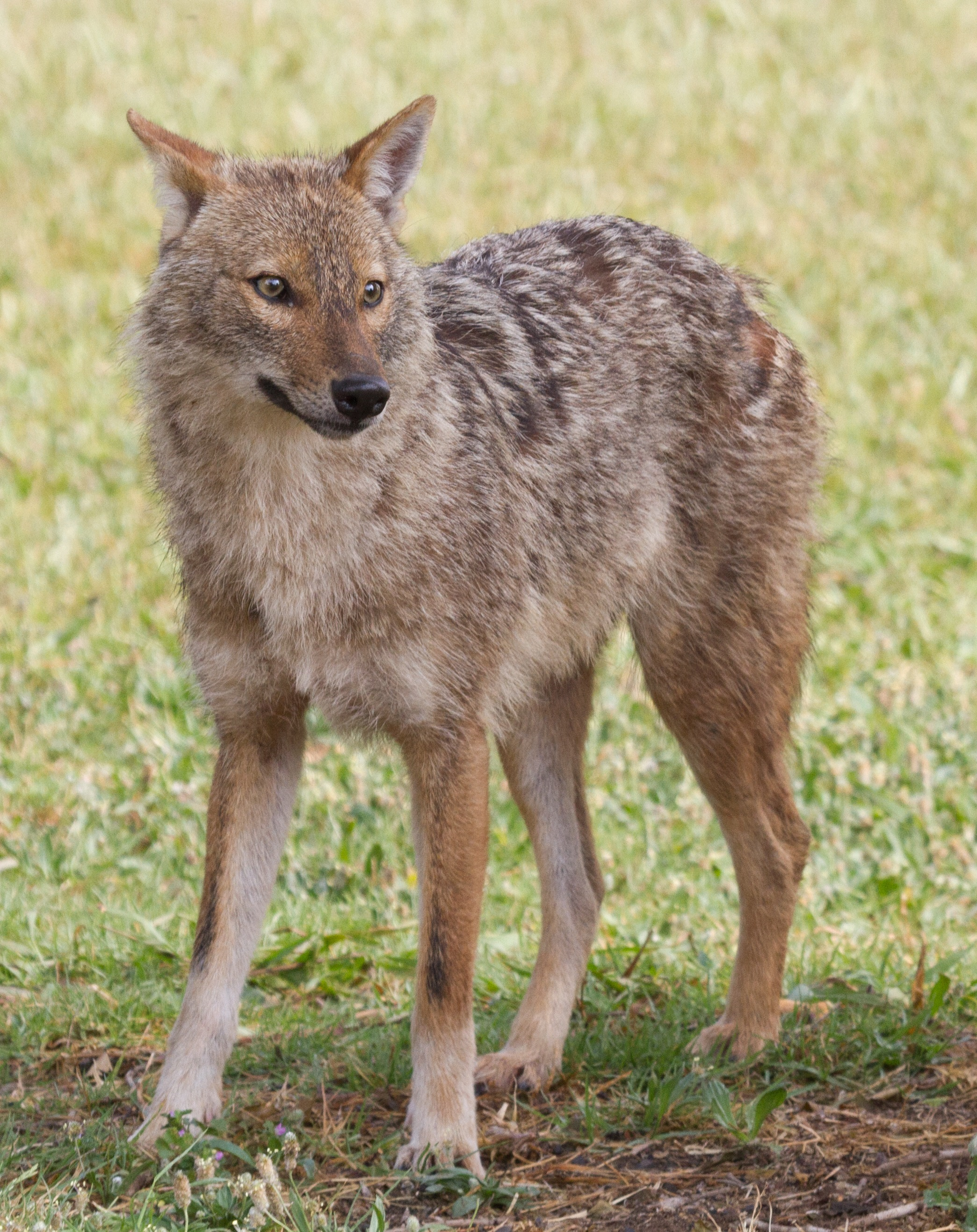
Chacal doré
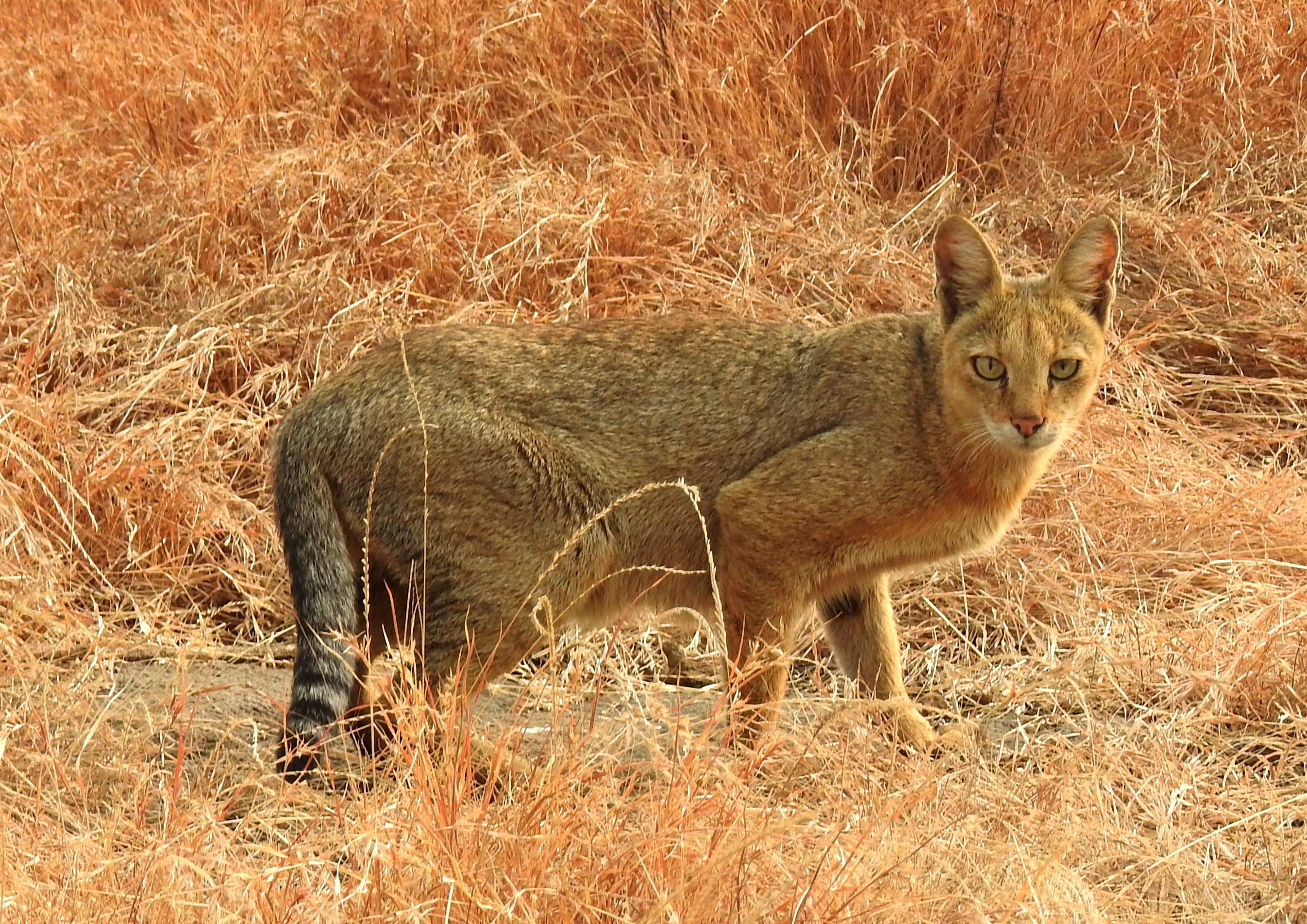
Chat de jungle

### Oiseaux
Entre 200 et 250 espèces d'oiseaux sont présentes dans la forêt hyrcanienne. Certains y résident en permanence, d'autres sont migrateurs ou semi-migrateurs.
De nombreuses espèces viennent s'y reproduire, par exemple : la Bondrée apivore (Pernis apivorus), l'Aigle pomarin (Aquila pomarina), le pouillot véloce (Phylloscopus collybita), le Gobemouche nain (Ficedula parva), D'autres espèces, que l'on ne trouve qu'en forêt hyrcanienne dans cette région, y résident en permanence : la Buse variable (Buteo buteo), le Faucon pèlerin (Falco peregrinus), le Pic noir (Dryocopus martius) ou le Grimpereau des bois (Certhia familiaris).
La Mésange d'Iran (Poecile hyrcanus) est la seule espèce d'oiseau endémique de la région hyrcanienne.

Quatre espèces, présentes dans la forêt, sont classées menacées ou vulnérables par l'UICN : l'Aigle des steppes (Aquila nipalensis), la Tourterelle des bois (Streptopelia turtur), l'Aigle impérial (Aquila heliaca), le Rollier d'Europe (Coracias garrulus).

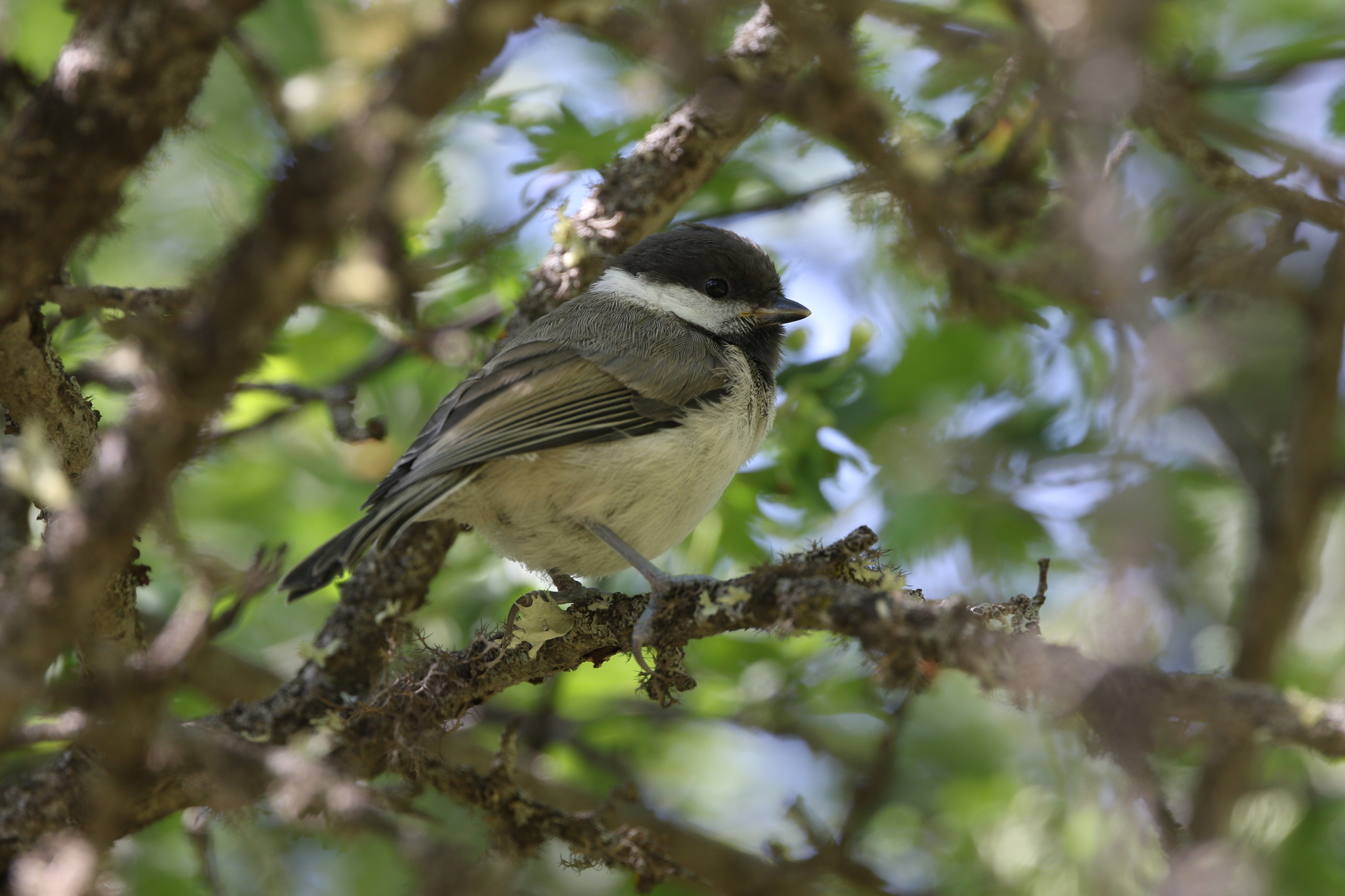
Mésange d'Iran
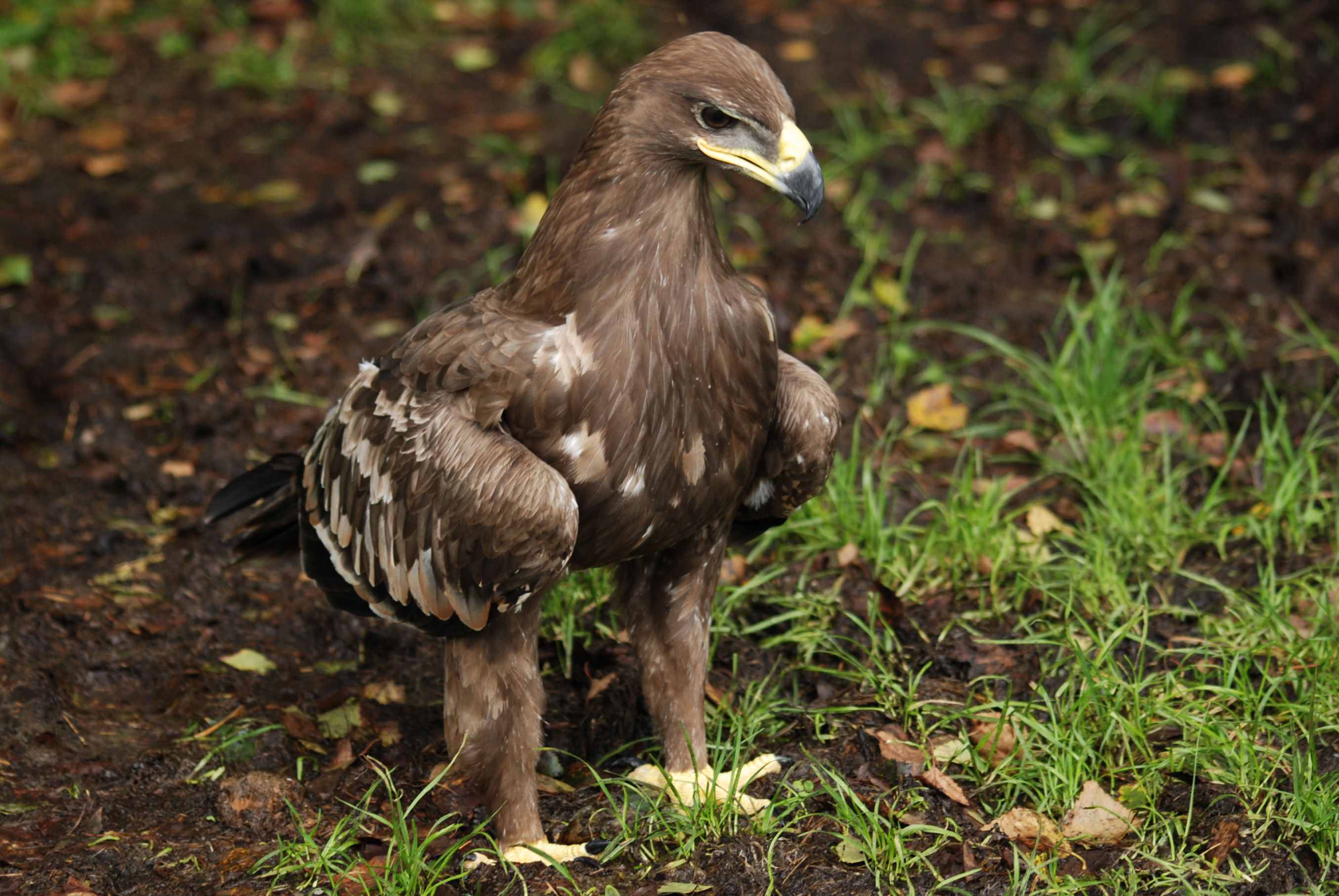
Aigle des steppes
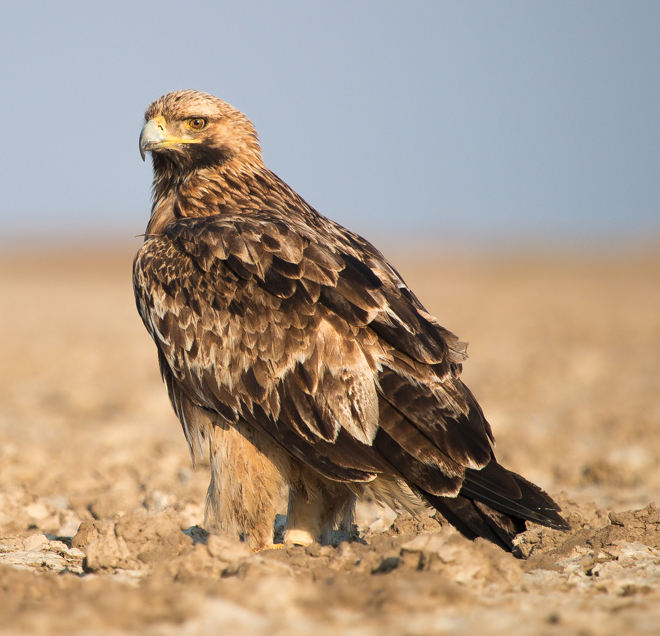
Aigle impérial
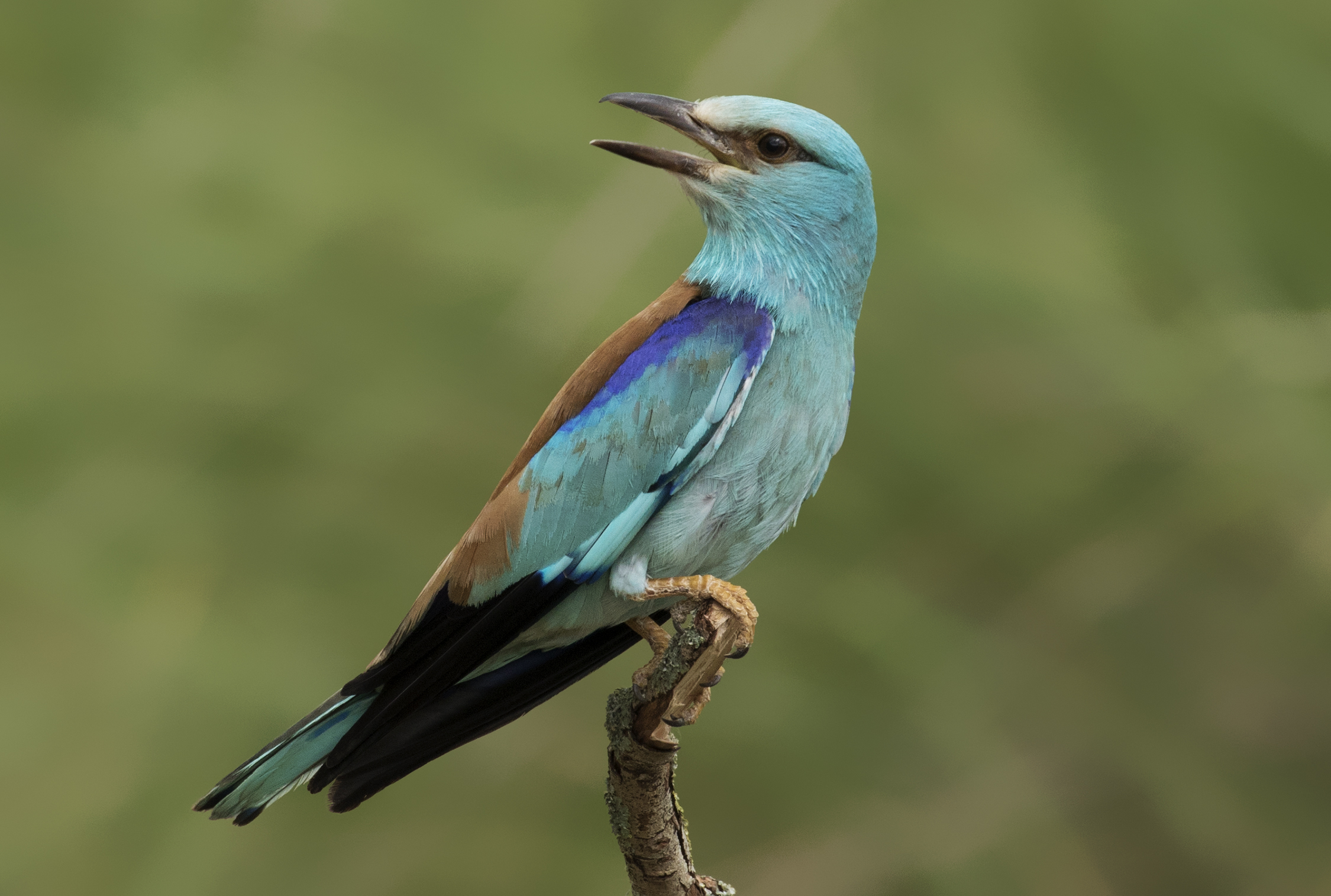
Rollier d'Europe

### Autres espèces animales
Parmi les 31 espèces de reptiles recensées dans la forêt hyrcanienne, Dareviskia steineri, Dareviskia chlorogaster, Zamenis persica sont endémiques.
Seuls 9 amphibiens sont présents. La Salamandre Paradactylodon gorganensis, et  la Grenouille Rana pseudodalmatina sont endémiques.
Les fleuves et rivières hébergent une dizaine d'espèces de poisson, mais de nombreuses espèces marines de la Mer caspienne remontent les cours d'eau pour s'y reproduire.
Près de 10 000 espèces d'invertébrés ont été répertoriées dans la forêt.

## Sites externes
(en) UNEP-WCMC Author Team, « Caspian Hyrcanian Mixed Forests », sur https://www.oneearth.org (consulté le 10 décembre 2024)